# Praden
Praden (toponimo tedesco; in romancio Prada , in italiano Prata, desueti) è una frazione di 106 abitanti del comune svizzero di Tschiertschen-Praden, nella regione Plessur (Canton Grigioni).

## Storia

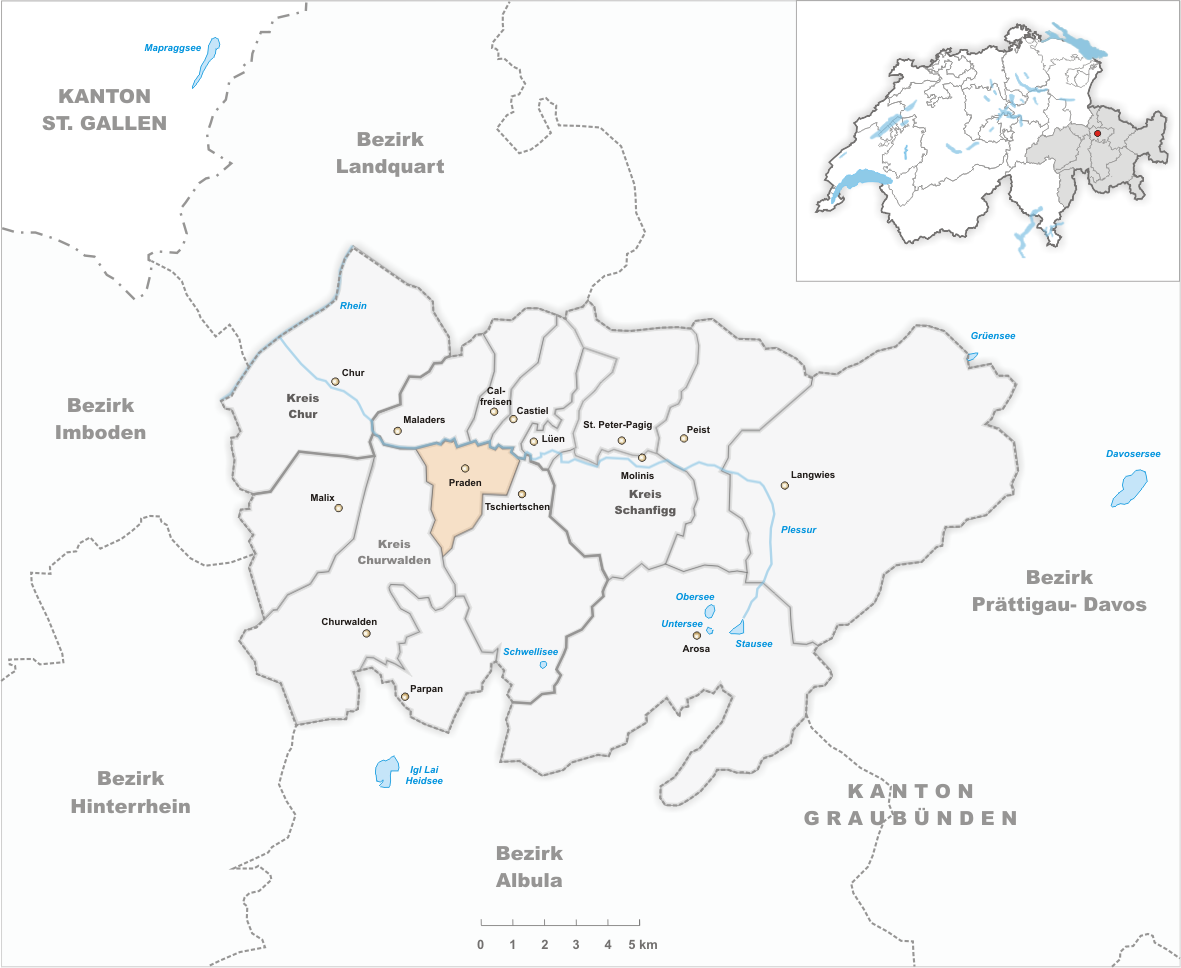
Il territorio del comune di Praden prima degli accorpamenti comunali del 2009

Già comune autonomo che si estendeva per 6,40 km² e che era composto dalle frazioni di Innerpraden e Usserpraden, il 1º gennaio 2009 è stato accorpato all'altro comune soppresso di Tschiertschen per formare il nuovo comune di Tschiertschen-Praden, del quale Praden ospita la sede municipale.

## Monumenti e luoghi d'interesse
- Chiesa riformata, eretta nel 1629-1642[1].

## Società

### Evoluzione demografica
L'evoluzione demografica è riportata nella seguente tabella:
Abitanti censiti

### Lingue e dialetti
Già paese di lingua romancia, è stato germanizzato nel XIV secolo.